# Kaple svaté Markéty (Terrassa)
Kaple svaté Markéty, katalánsky Santa Margarida del Mujal, je románská kaple v katalánském městě Tarrasa, která je chráněna jako kulturní památka lokálního významu. Nachází se jihovýchodně od města, v průmyslové zóně Can Parellada. Kaple dala jméno průmyslové zóně Santa Margarita, která se rozkládá na sever přes silnici C-58.
Budova je jednolodní s apsidou a s valenou klenbou. Zvonice je postavena z cihel (byla přestavěna během 18. století). Jižní stěna je vyztužena třemi opěrnými pilíři.

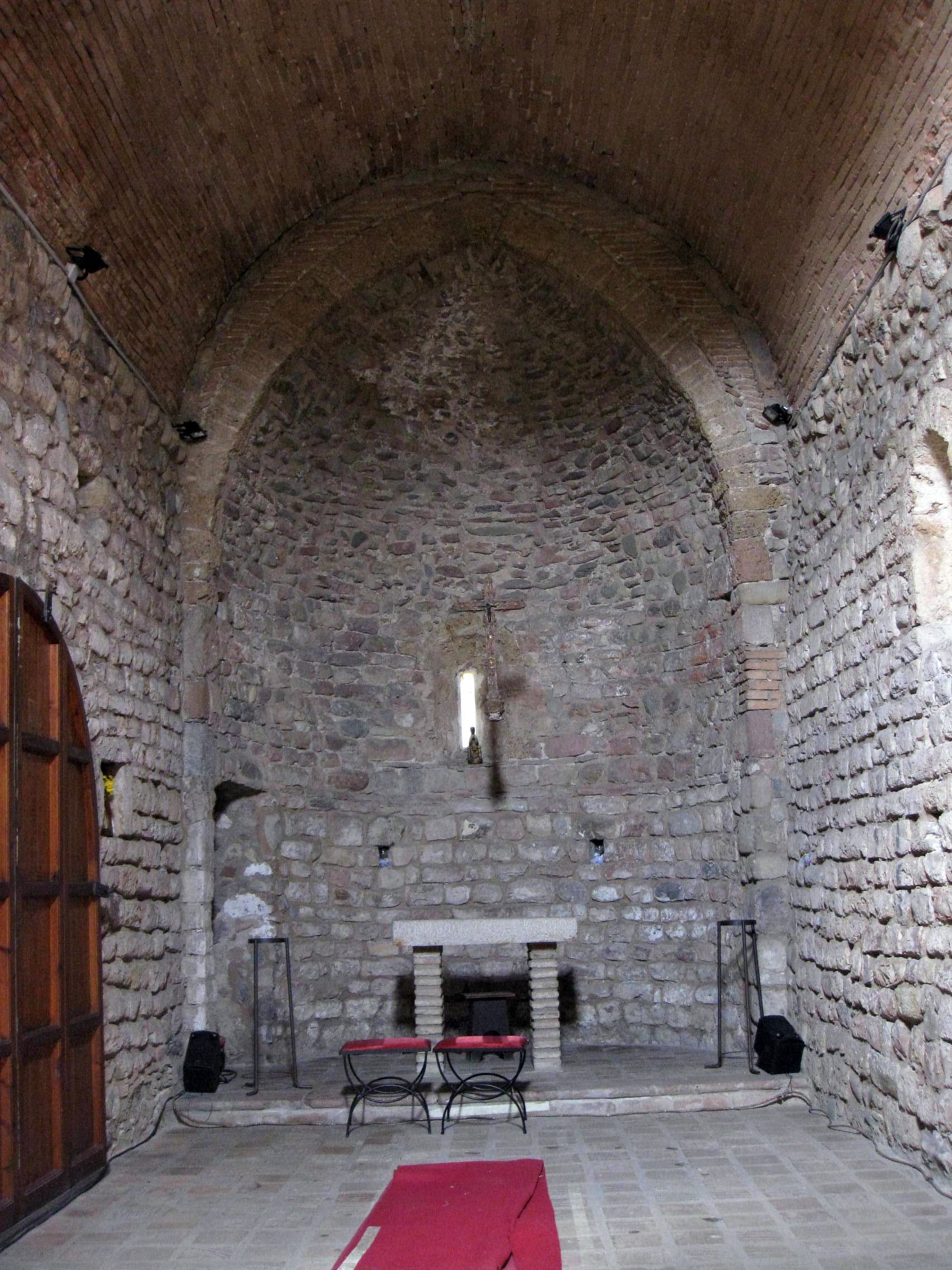
Interiér
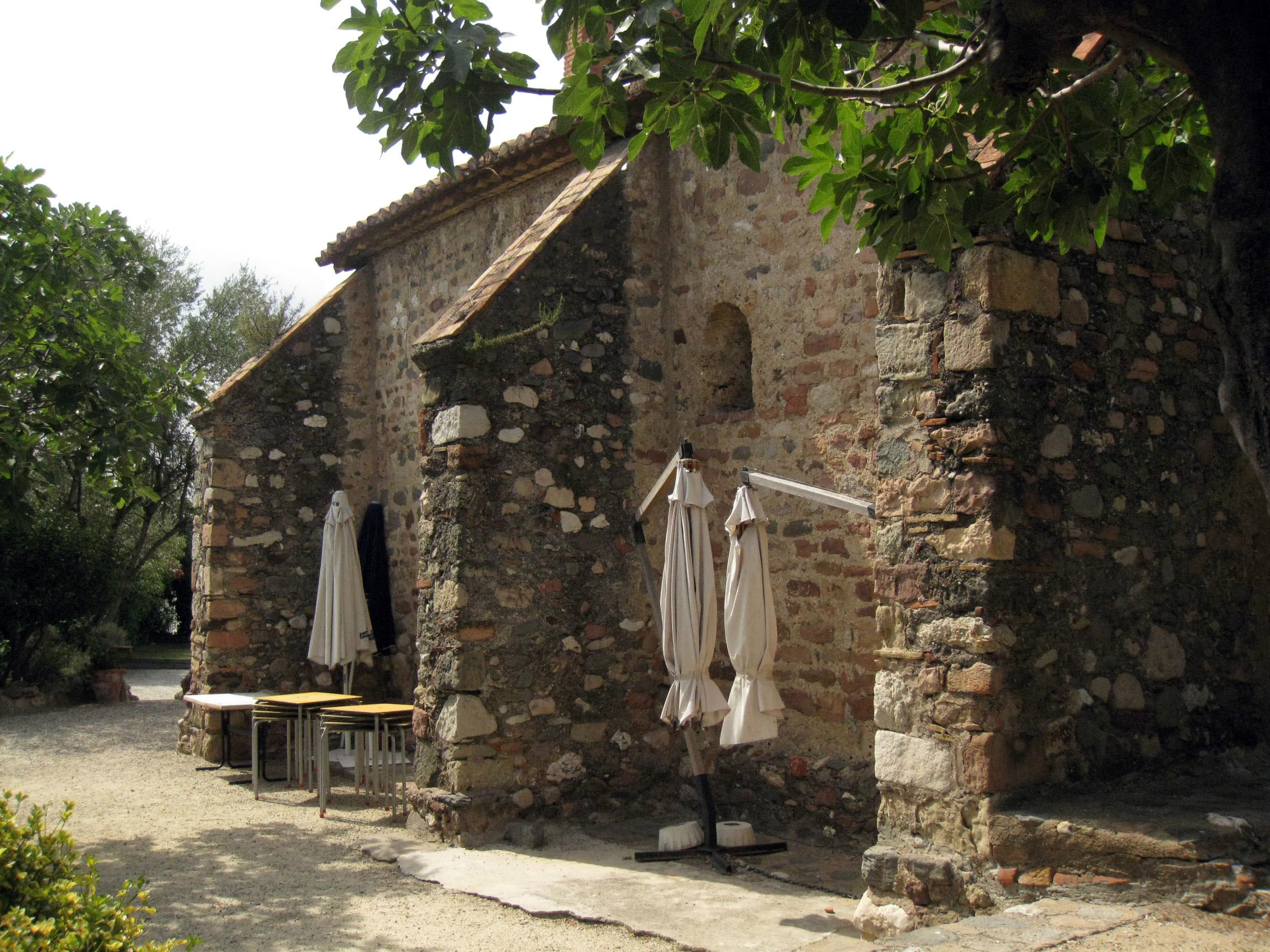
Jižní strana